# Герб Австрии
Герб Австрии (нем. Wappen der Republik Österreich) — официальный государственный символ Австрии; один из главных государственных символов наряду с Государственным флагом и Государственным гимном. Впервые был принят в XV веке, однако первое сохранившееся до наших дней изображение одноглавого орла на щите помещается на серебряной монете Фридриха Барбароссы. С XV века до 1806 года двуглавый орёл — древний имперский символ, спутник героев, свидетель великих исторических событий — был гербом объединяющей многие центральноевропейские государства Священной Римской империи, управляемой династией Габсбургов. Однако с объединением Германии под властью прусских монархов на германский герб возвращается одноглавый орёл, где, пройдя целый ряд модификаций, остаётся и сегодня. Двуглавый орёл исчез и с австрийского герба. Это произошло в 1918 году с падением Австро-Венгерской империи. Австрийская республика утвердила новый герб, на котором изображается одноглавый орёл, увенчанный башенной короной, держащий в лапах серп и молот и несущий на груди щиток с австрийскими национальными цветами. Разорванные цепи появились на гербе после освобождения страны от нацизма. Щит на груди орла постоянно менял свою геральдическую форму. В настоящее время используется испанская геральдическая форма. На щите изображены три линии: красная, белая и красная (см. Флаг Австрии).

## История герба

### Герб Австро-Венгрии
До распада Австро-Венгерской империи на территории Австрии использовались гербы Австро-Венгрии.

Герб Австрийского эрцгерцогства
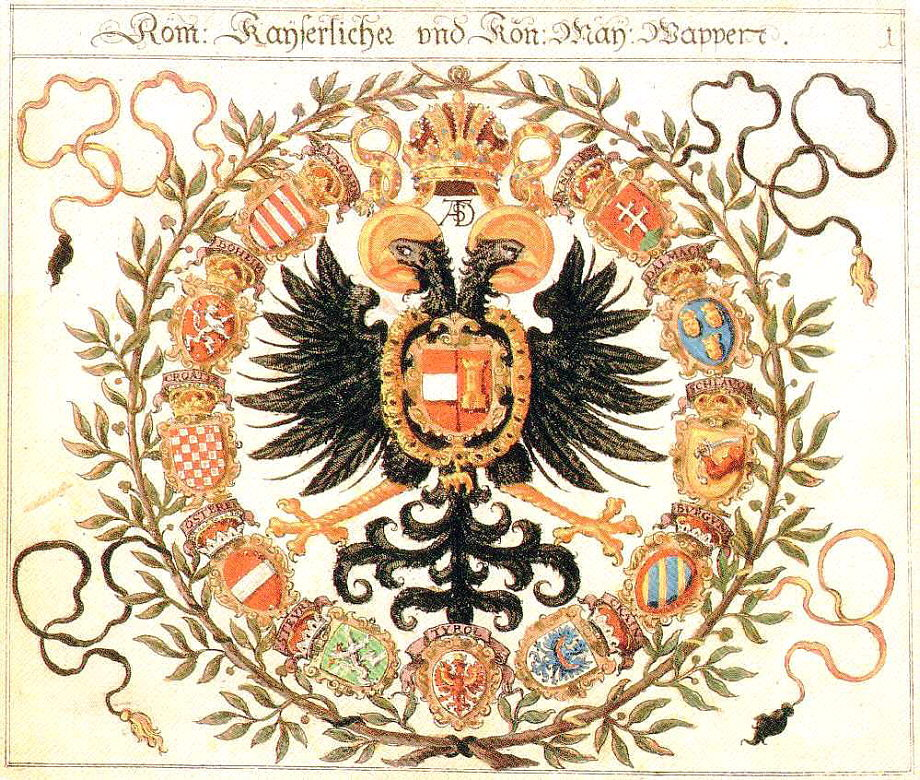
Герб Священной Римской империи при династии Габсбургов, 1605 год
Герб Франца Иосифа I
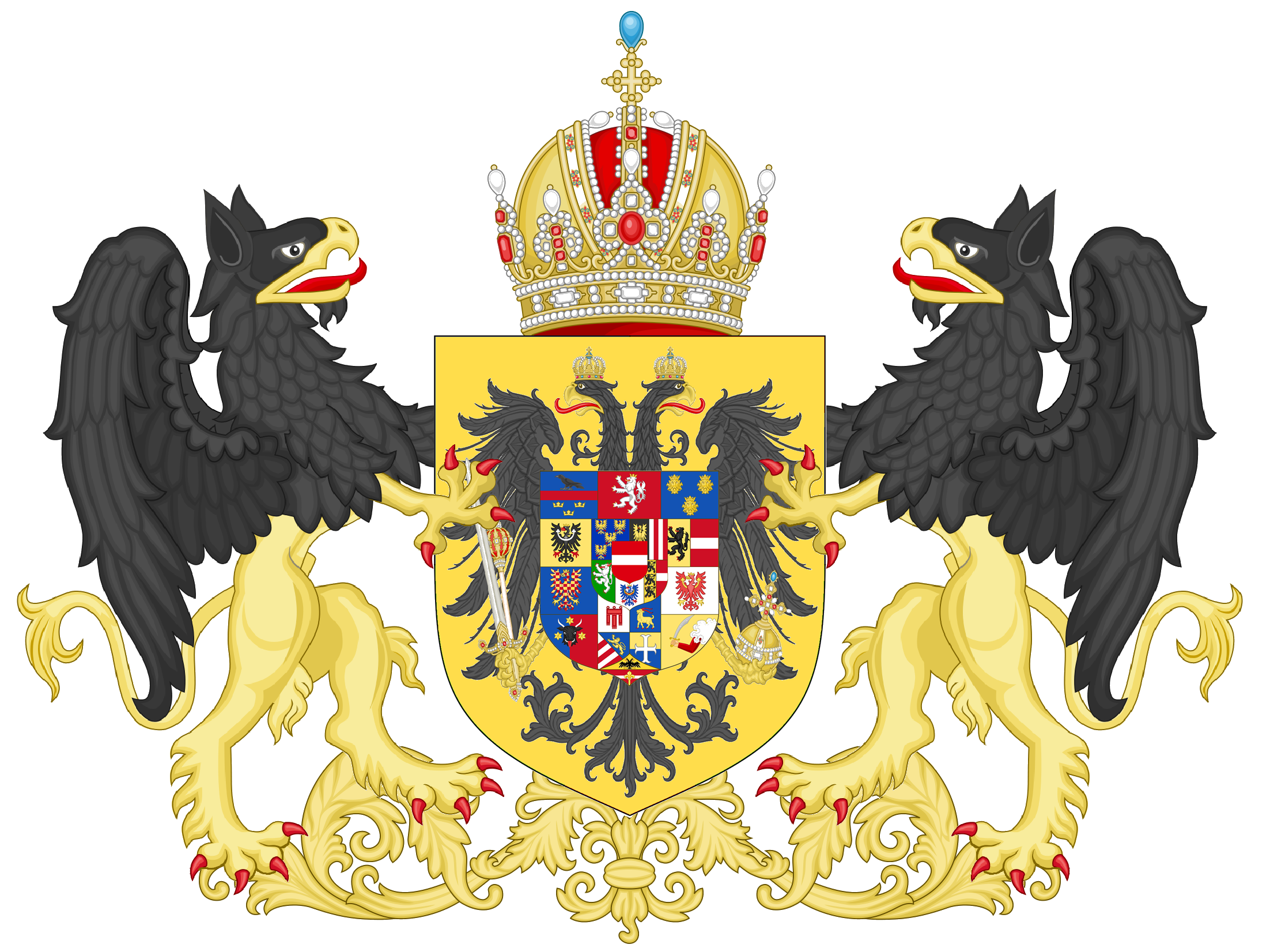
Средний герб Австрии 1915–1918
Малый герб Австрийской империи (1815 год)
Герб Цислейтании (1915 год)

### Герб 1918 года
31 октября 1918 года власти Австрии согласовали флаг республики (красно-бело-красный), а также новый герб, составленный лично канцлером Карлом Реннером. Герб составлялся на скорую руку, из-за необходимости поставить печать на мирных переговорах после Первой мировой войны. Герб состоял из чёрной башни, олицетворявшей буржуазию, двух скрещённых красных молотов, олицетворявших пролетариат, и золотого венка из колосьев, олицетворявшего аграриев. Цвета чёрный, красный и золотой были намеренно выбраны в связи с тем, что это немецкие национальные цвета. Однако новый герб вызвал массу критики, и в 1919 году Австрия вернулась к орлу на гербе.
Вот как писал о гербе Австрии советский фельетонист:

Но лучшую, самую злую, беспощадную и верную карикатуру придумал социал-демократ Карл Реннер, бывший австрийский канцлер.
Он изобразил орла, самого настоящего императорского орла, только без короны на голове. Вместо неё орлу надет католический клобук.
А в лапах старый орел цепко держит… он держит в правой лапе серп, в левой — молот.

Карикатуру на австрийский режим не нужно долго искать в журналах. Она размножена в совершенно неслыханных для карикатуры количествах. Она мелькает на официальных бланках, на марках, она ехидно подмигивает с фасадов правительственных учреждений. Ибо то, что надумал и изобразил Карл Реннер, есть не что иное, как официальный государственный австрийский герб.— Кольцов М. Е. Орлы и люди, 1927 // Избранные произведения В 3 томах. — М.: Гослитиздат, 1957. — Т. 2. — С. 64. — 150 000 экз.

### Герб 1934 года
В 1934 году, во времена так называемого австрофашизма, австрийский герб был изменён — с него убрали башенную корону, серп и молот, а орёл вновь стал двуглавым. В 1938 году Гитлер присоединил Австрию к Германии, и она лишилась всяких символов суверенитета. После завершения Второй мировой войны независимость Австрии была восстановлена, и был утверждён герб образца 1919-1934 годов, но с важным отличием: на лапах орла появились разорванные цепи, что увековечило освобождение Австрии от нацистов.